# Gandasari (Jati Uwung)
Gandasari is een bestuurslaag in het regentschap Tangerang van de provincie Banten, Indonesië. Gandasari telt 25.792 inwoners (volkstelling 2010).